# Stiptotarsus latetarsatus
Stiptotarsus latetarsatus är en skalbaggsart som beskrevs av Antoine Boucomont 1923. Stiptotarsus latetarsatus ingår i släktet Stiptotarsus och familjen bladhorningar. Inga underarter finns listade i Catalogue of Life.